# Scorpaenopsis oxycephala
Poisson-scorpion à houppe
Espèce
Scorpaenopsis oxycephala, communément nommée Poisson-scorpion à houppe ou Rascasse à filament, est une espèce de poissons marins benthiques de la famille des Scorpaenidae.

## Description
Scorpaenopsis oxycephala est un poisson de petite taille pouvant atteindre 36 cm de long, toutefois la taille moyenne est de 30 cm.
Muni d'une tête massive, légèrement plate et d'un corps trapu. Pour parfaire son mimétisme, son corps comporte de multiples excroissances cutanées. Du fait du caractère polychromique de sa livrée variant d'un individu à l'autre mais dont les tons dominants sont le brun, le rouge et le gris, il est aisé de confondre ce poisson Scorpion à Houppe avec ses proches cousins comme le Scorpaenopsis venosa et le Scorpaenopsis barbatus.
Il se maintient immobile sur le substrat et se déplace à l'aide principalement de ses nageoires pectorales.

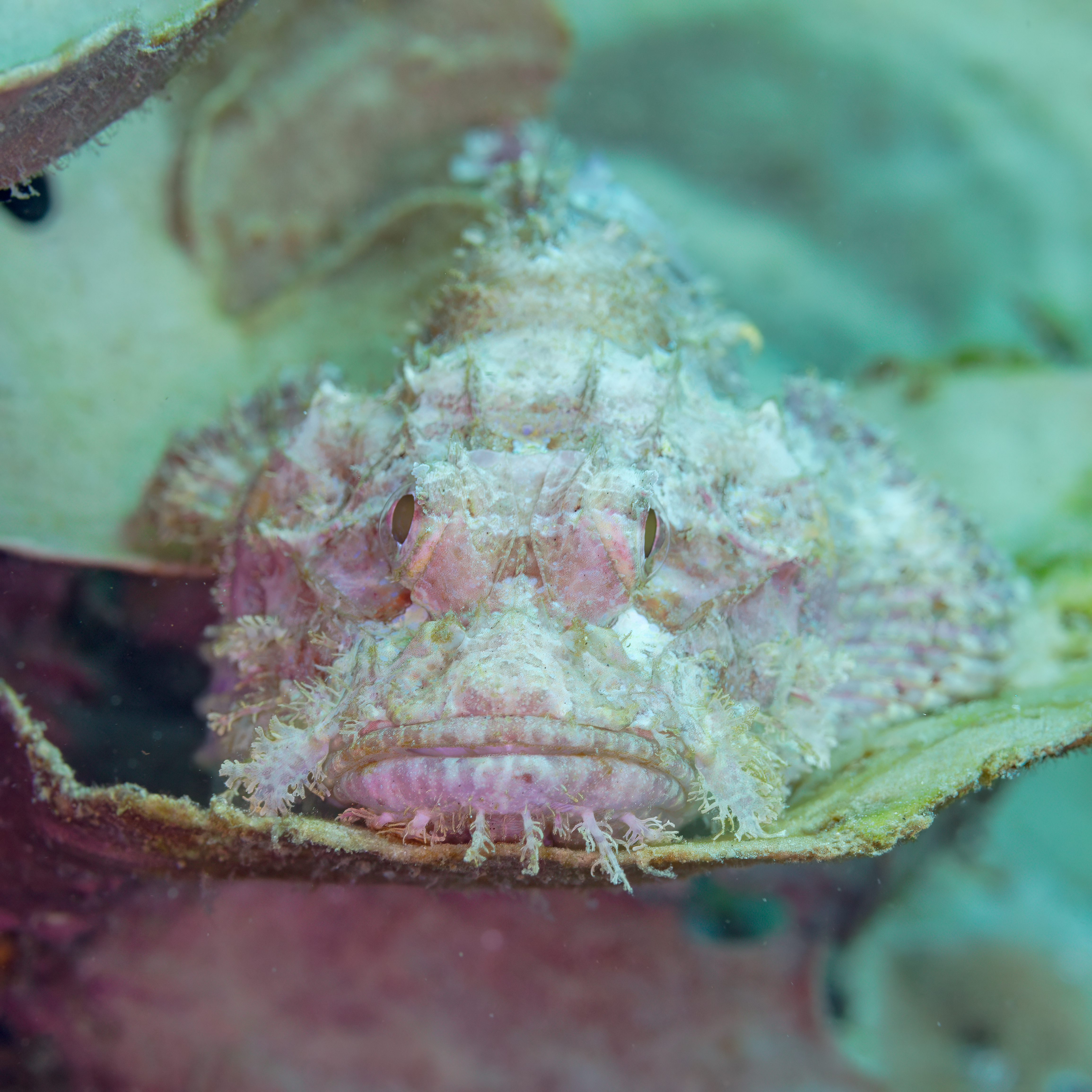
Vue de face
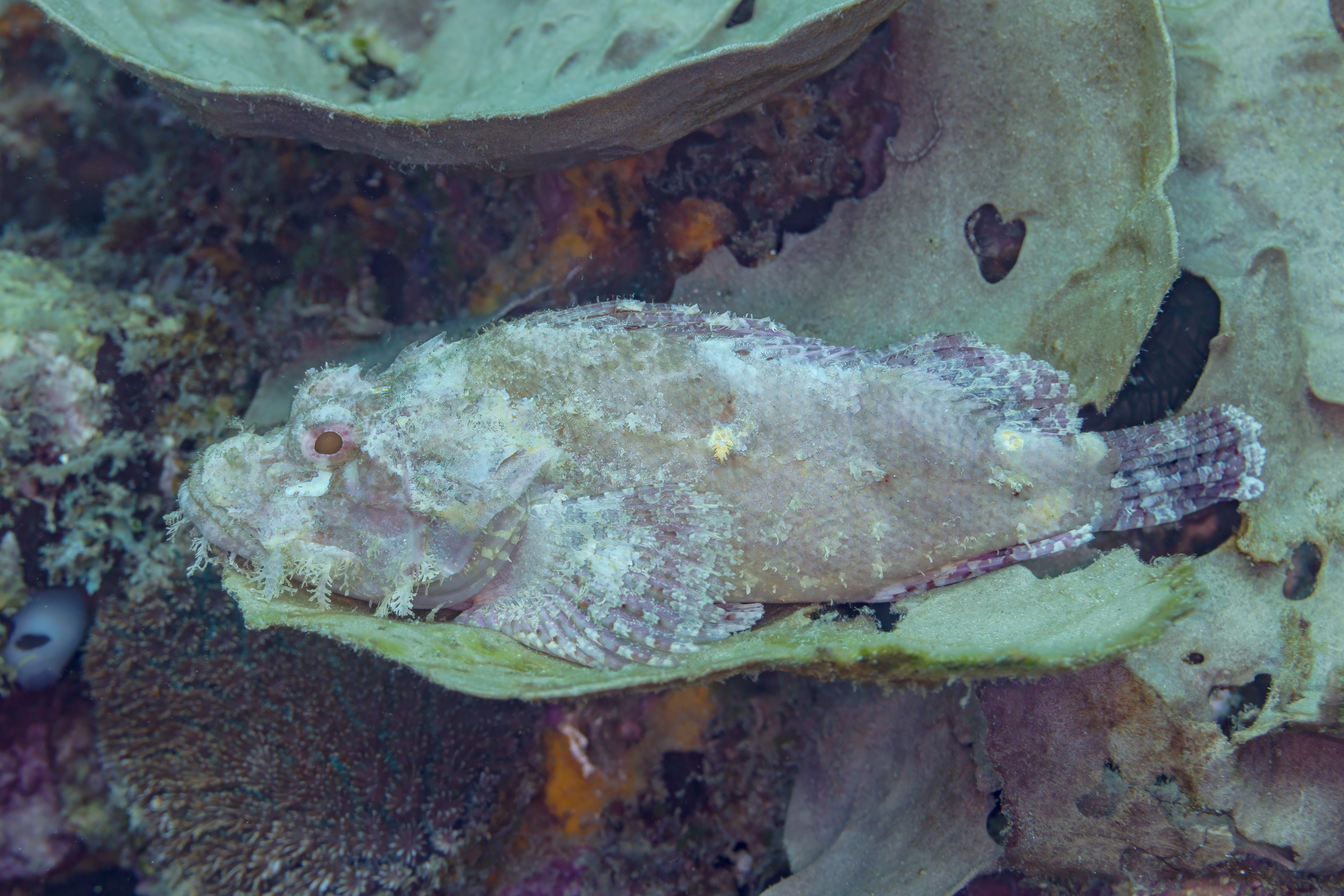
Vue latérale

Comme tous les Scorpaenidés, il est doté d'épines venimeuses.

## Distribution et habitat
Le Poisson-scorpion à houppe fréquente les eaux tropicales et subtropicale de l'océan Indien, mer Rouge incluse, ainsi que la partie occidentale de l'océan Pacifique.
Profondeur de 1 à 250 m, ce poisson-scorpion est fréquent en eaux peu profondes jusqu'à 15 m. Cette espèce apprécie les zones récifales externes et les lagons avec une prédilection pour les secteurs d'éboulis et de corail sain.

## Comportement
Benthique, nocturne, il chasse à l'affût en attendant le passage de ses proies potentielles.

## Nourriture
Le Poisson-scorpion à houppe se nourrit de poissons et de crustacés passant à sa portée .

## Sources bibliographiques
- Andrea & Antonnella Ferrari, Macrolife, Nautilis publishing, 2003 (ISBN 983-2731-00-3)
- Ewald Lieske et Robert Myers, Guide des poissons des récifs coralliens, Delachaux et Niestlé, 1995 (ISBN 2-603-00982-6)
- Andrea & Antonnella Ferrari, Récifs coralliens, Delachaux et Niestlé, 2000 (ISBN 9-782603-014851)